# Жёлтое распятие
«Желтое распятие» — картина Марка Шагала, написанная в 1943 году и ныне выставляемая в Государственном музее современного искусства в Париже (Франция).

## Описание
В «Жёлтом распятии» были переработаны многие темы, впервые затронутые художником в его более известном произведении — «Белом распятии», в котором страдания жертв Холокоста были переданы посредством образа Иисуса Христа как еврея.
Иисус не занимает центральное место на полотне, разделяя его с большим зелёным свитком Торы и ангелом. Они ещё больше подчеркивают еврейство Иисуса, как и его одежда — еврейское молитвенное покрывало (талит) и тфилин.
Центральные фигуры окружены различными элементами, иллюстрирующими происходившее тогда в Европе. Справа находится горящее еврейское местечко в окружении скорбящих фигур. Под ним изображён мужчина в традиционной еврейской одежде и с табличкой, а также убегающая женщина с ребёнком. Последняя сцена может служить отсылкой к преданию о бегстве семьи Иисуса Христа в Египет.
В «Жёлтом распятии», как и в «Белом распятии», изображён корабль. Существенная разница между этими изображениями состоит в том, что на этой картине корабль тонет, что, несомненно, является отсылкой к гибели в 1942 году судна «Струма», перевозившего еврейских беженцев. Тот факт, что Иисус на картине смотрит вниз на корабль, наблюдая за пассажирами, предположительно указывает на собственное путешествие Шагала в Нью-Йорк из Европы на корабле.
К другим деталям картины относятся рыба, выпрыгивающая из моря, и коза.

## Влияние
Теолог-реформатор Юрген Мольтман упоминает эту картину как источник своего вдохновения при написании книги «Распятый Бог»:
Передо мной висит картина Марка Шагала «Распятие в жёлтом». На нем изображена фигура распятого Христа в апокалиптической ситуации: тонущие в море люди, бездомные и бегущие люди, а на заднем плане полыхает жёлтый огонь. И у распятого Христа появляется ангел с трубою и раскрытым свитком книги жизни [Откр. 14.6]. Эта картина не отпускала меня долгое время. Она символизирует крест на горизонте мира и может рассматриваться как символическое выражение последующих учений.